# Бояково
Бояково — деревня в Тарусском районе Калужской области России, входит в состав Сельского поселения «Село Кузьмищево».
Зориан Доленга Ходаковский относит название деревни к группе названий населённых пунктов, происходящих от «бью, бой, буй».

## География
Расположена примерно в 3 километрах от города Таруса и в километре от реки Таруса в окружении лесов, высота центра селения над уровнем моря — 179 м.
Состоит из трёх улиц: Дачной, Овражной и Луговой.

## Население
| 2002 | 2010 |
| ---- | ---- |
| 25   | ↘21  |

## История
Деревня Боянова (Бояково) по состоянию на 1859 год была владельческой, с общим числом жителей — 82 человека (из них 38 мужчин и 44 женщины). 
В XIX веке д. Бояково находилась в собственности семьи Голубицких: её приобрёл дед известного изобретателя П. М. Голубицкого — Ростислав Фомич Голубицкий. 
Административно Бояково относилось к Тарусскому уезду Калужской губернии. 

## Культура
В июне 2016 года в лесу деревни на месте падения сбитого осенью 1941 года в ходе Великой Отечественной войны советского самолёта и гибели его лётчика был установлен Памятный знак. Останки лётчика, чьё имя осталось неизвестным, были впоследствии перенесены в братскую могилу.